# Сукацкене, Она

Фото из книги «В двух мирах» Ю.И. Палецкиса

Сукацкене, Она (лит. Ona Sukackienė; 1910—1946) — литовская учительница сельской школы, убитая «лесными братьями» во время избирательной кампании в Верховный Совет СССР в 1946 году.
После Второй мировой войны Она Сукацкене, работая учительницей в деревне Павейсининкай Вейсейского района, руководила клубом-читальней и агитационным пунктом. В 1946 году была убита противниками советской власти.
В честь Оны Сукацкене в Вильнюсе и Паневежисе в 1950-е были названы улицы, после 1991 года они переименованы; также её имя носила педагогическая школа в Мариямполе. Поэтесса Валерия Вальсюнене посвятила ей стихотворение «Её завещание» (1946) и поэму «Онa Сукацкене» (1948).
На центральной площади города Лаздияй в 1975 году установлен памятник, созданный скульптором В. Шерисом. На стеле темного шлифованного гранита выбит барельефный портрет учительницы.